# Thomas George Montgomerie

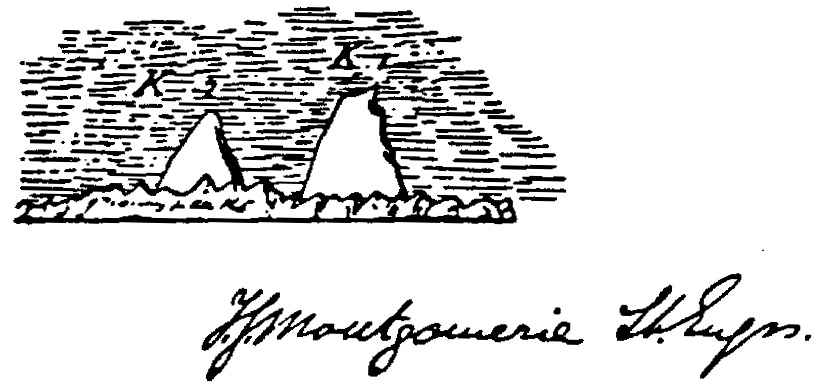
Schets van Montgomerie van twee toppen van de Karakoram, provisorisch K1 en K2 genaamd

Thomas George Montgomerie (Ayrshire, 23 april 1830 - Bath, 31 januari 1878) was een Britse landmeter die betrokken was bij de Great Trigonometrical Survey van India in de jaren 50 van de negentiende eeuw. Tijdens deze onderneming, die als doel had heel Brits-Indië met wetenschappelijke precisie op te meten, was het Montgomerie die de K2 aanwees als de op een na hoogste berg op aarde.
Daar de autoriteiten in Nepal en Tibet medewerking aan het project weigerden, moesten hoogtemetingen van bergtoppen van grote afstand worden verricht. De methodes van de Britse landmeters waren echter zo verfijnd dat hun waarden (8619 m) slechts weinig afwijken van wat tegenwoordig berekend kan worden (8611 m).
Na zijn werk aan de Great Trigonometric Survey organiseerde Montgomerie expedities voor het verkennen van gebieden buiten het bereik van de Britse koloniale autoriteiten. Hij liet deze uitvoeren door als Tibetanen vermomde Indiërs, die pundits werden genoemd. Deze expedities hadden niet als doel het opmeten van gebieden, maar waren onderdeel van het Brits-Russische politieke steekspel in Centraal-Azië, dat als The Great Game bekendstaat. De Indiase cartograaf en ontdekkingsreiziger Nain Singh maakte enkele van deze reizen in dienst van Montgomerie.
In 1873 moest Montgomerie India om gezondheidsredenen verlaten en hij keerde naar Engeland terug. Hij was een Fellow van de Royal Geographical Society en van de Royal Society, de Britse Academie van Wetenschappen. Hij was een militair met als hoogste rang luitenant-kolonel.
- Bibliothèque nationale de France: cb15342340r (data)
- CiNii: DA02241267
- Gemeinsame Normdatei: 1149861177
- International Standard Name Identifier: 0000 0000 8079 8665
- Réseau des bibliothèques de Suisse occidentale: 02-A024482782
- SNAC: w6nw7fvx
- Système universitaire de documentation: 192874632
- Virtual International Authority File: 312295
- WorldCat: E39PBJw4wxGVw7Vk89qCG6rwmd